# Groß Sankt Florian
Groß Sankt Florian este un târg cu 2927 locuitori în Districtul Deutschlandsberg din Steiermark, Austria.

## Comune vecine
| Bad Gams                 | Rassach Stainztal |                 |
| Frauental an der Laßnitz |                   | Wettmannstätten |
|                          | Unterbergla       |                 |

1. ↑  Dauersiedlungsraum der Gemeinden Politischen Bezirke und Bundesländer - Gebietsstand 1.1.2018 (în germană), Statistica Austriei, accesat în 10 martie 2019